# Langi

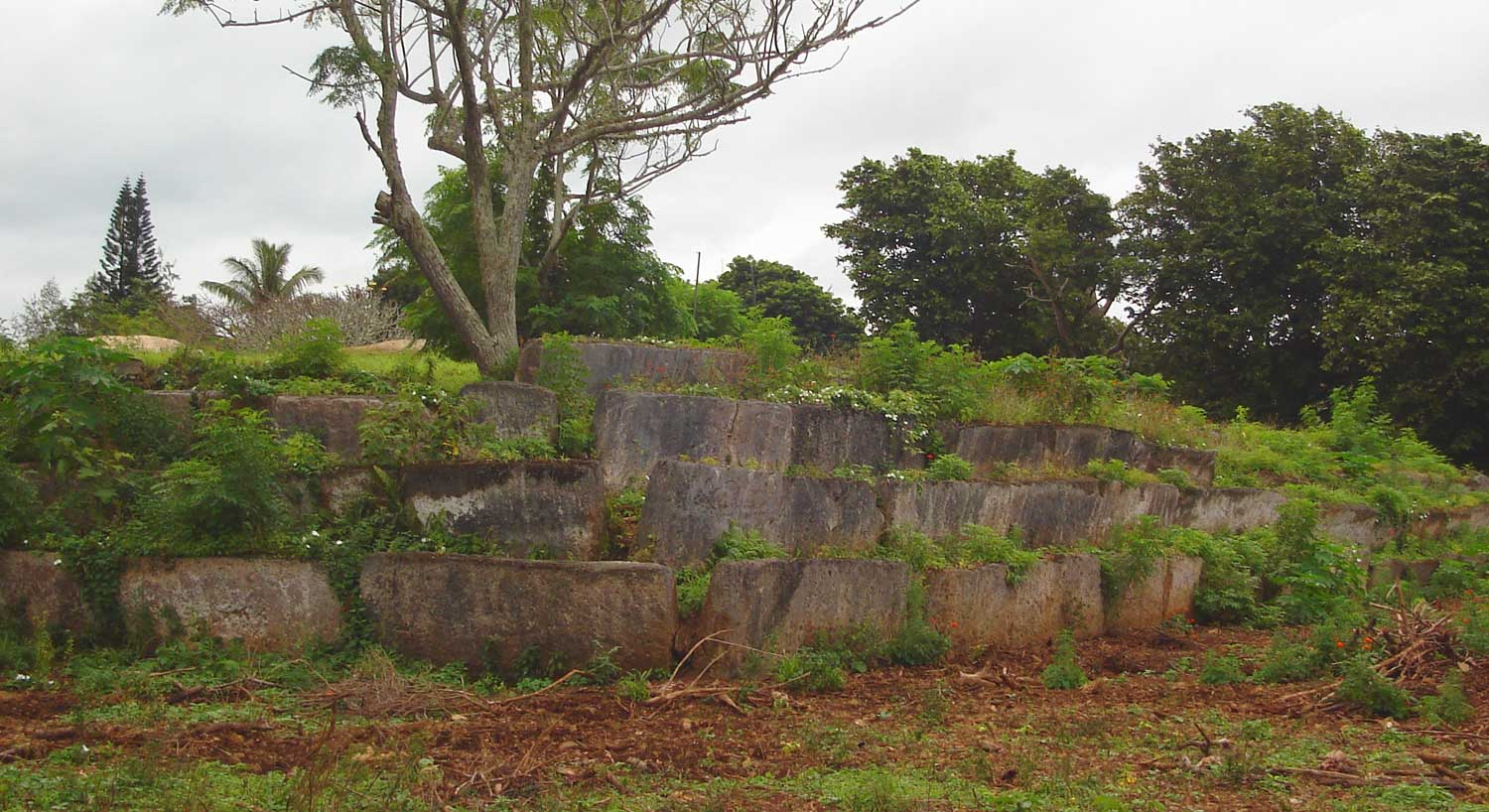
Langi de Tau'atonga

Un langi désigne un complexe funéraire construit aux iles Tonga à partir du XIe siècle. Ces complexes consistaient en tombeaux sur des buttes de terre. Les tombeaux étaient en  pierre rectangulaire. Ces tombeaux étaient accessibles par de gradins dallés. Les pierres étaient prises aussi bien dans les iles elles-mêmes que dans le récif corallien où les traces d'extraction subsistent de nos jours.
Aux alentours du XVIe siècle, ces constructions sont abandonnées au profit de tombes plus modestes.

## Sources
- Encyclopédie Universalis, volume 11, in article Océanie ; Ethnographie ; L'architecture polynésienne, p. 1051 (éditions 1983).
- Encyclopédie de l'Homme, volume 8, Le développement des civilisations en Amérique du Nord et dans le Pacifique.